# Ополченцы округа Калпепер
Ополченцы округа Калпепер (англ. The Culpeper Minutemen) — группа ополчения, сформированная в 1775 году в районе города Калпепер, штат Вирджиния. Как и минитмены в других британских колониях, эти люди обучались военной тактике и учились быстро (англ. «at a minute's notice») реагировать на чрезвычайные ситуации.

## Формирование
Ополчение Калпепера было создано 17 июля 1775 года на территории, сформированной по итогам Третьей вирджинской конвенцией и состоящей из округов Оранж, Фокир и Калпепер. Вербовка добровольцев началась в сентябре 1775 года, первоначально ополчение состояло из четырех рот по 50 человек, сформированных из жителей округов Фокье и Калпепер, и двух рот по 50 человек — из жителей округа Ориндж. Окружной комитет безопасности постановил, что первый сбор ополчения должен был состояться под большим дубом на «старом поле Клейтона», расположенном близ поместья «Катальпа». Сегодня в этой области находится калпеперский парк Yowell Meadow Park.

## Война за независимость США
Ополченцы округа Калпепер сражались на стороне патриотов в первый год американской революции, выделяясь девизами и оформлением своего флага: белого знамени с изображением гремучей змеи и надписями — «Свобода или смерть» (англ. «Liberty or Death») и «Не наступай на меня» (англ. «Don't Tread on Me»). В тот период Калпепер считался пограничной территорией. В октябре 1775 года ополченцы были отправлены в Хамптон, после того как флотилия британских кораблей попыталась пришвартоваться близ этого города. Ополченцы смогли издалека эффективно перестрелять солдат, управляющих корабельными пушками, и флот, в конечном счёте, был вынужден отступить.
В декабре 1775 года ополченцы участвовали в битве за Великий мост. Сражение закончилось полной победой американцев. По свидетельствам участников битвы, британцы уже были наслышаны о репутации ополченцев и боялись их.
По приказу окружного комитета безопасности ополчение было расформировано в январе 1776 года. Однако многие из минитменов продолжили военную службу. Некоторые из них присоединились к континентальной армии, другие же сражались под руководством Дэниела Моргана, такие как Уильям Ллойд. После службы в отряде Моргана он присоединился к 11-му вирджинскому полку (англ. 11th Virginia Regiment) — лагерь которого базировался в долине Фордж; в 1779 году он был с честью уволен в запас в Форт Салливан. Ллойд умер 2 мая 1834 года в Кентукки.
Джон Маршалл, четвертый председатель Верховного суда Соединённых Штатов, был членом первого сформированного отряда ополчения округа Калпепер.

## Американская гражданская война
В 1860 году ополченцы округа Калпепер были собраны под тем же дубом, где был сформирован первый отряд 1775 года. Их знаменем был тот же самый флаг с гремучей змеёй. Подразделение стало частью Роты «B» 13-го Вирджинского пехотного полка и входило в состав армии Конфедеративных Штатов Америки на протяжении всей Гражданской войны.

## Дальнейшая деятельность
По данным музея истории Калпепера, ополчение было сформировано вновь в ходе испано-американской войны, однако не участвовало в военных действиях. Впоследствии ополчение было собрано во время Первой мировой войны, присоединившись к 116-му пехотному полку. Рота «А» (ныне Рота Дружинников Альфа, 2-я пехотная) Оборонительных сил Вирджинии, расположенная в Уоррентоне, происходит от отряда ополченцев округа Калпепер.

## В массовой культуре
Название композиции «Don’t Tread on Me» из одноимённого, пятого, альбома группы Metallica было вдохновлено слоганом «Не наступай на меня», написанным на флаге ополченцев. На обложке диска изображена такая же гремучая змея.